# Szürkefejű füzikelombgébics
A szürkefejű füzikelombgébics (Pachysylvia decurtata) a madarak osztályának verébalakúak (Passeriformes) rendjébe és a lombgébicsfélék (Vireonidae) családjába tartozó faj.

## Rendszerezése
A fajt Charles Lucien Jules Laurent Bonaparte francia ornitológus írta le 1838-ban, a Sylvicola nembe Sylvicola decurtata néven.  Egyes szervezetek a Hylophilus nembe sorolják  Hylophilus decurtata néven.

## Alfajai
- Pachysylvia decurtata brevipennis (Giraud Jr, 1851)
- Pachysylvia decurtata darienensis (Griscom, 1927)
- Pachysylvia decurtata decurtatus (Bonaparte, 1838)
- Pachysylvia decurtata dickermani Parkes, 1991
- Pachysylvia decurtata minor Berlepsch & Taczanowski, 1884
- Pachysylvia decurtata phillipsi Parkes, 1991

## Előfordulása
Mexikó, Belize, Costa Rica, Guatemala, Honduras, Nicaragua, Panama, Salvador, Ecuador, Kolumbia és Peru területén honos.
Természetes élőhelye a szubtrópusi vagy trópusi síkvidéki és hegyi esőerdők, valamint lombhullató erdők. Állandó, nem vonuló faj.

## Megjelenése
Testhossza 11 centiméter.

## Életmódja
Gerinctelenekkel és magvakkal táplálkozik.

## Természetvédelmi helyzete
Az elterjedési területe rendkívül nagy, egyedszáma viszont csökken, de még nem éri el a kritikus szintet. A Természetvédelmi Világszövetség Vörös listáján nem fenyegetett fajként szerepel.